# Episodi di The Carmichael Show (terza stagione)
La terza stagione della serie televisiva The Carmichael Show, composta da 13 episodi, è stata trasmessa sul canale statunitense NBC dal 31 maggio al 9 agosto 2017.
In Italia, la stagione va in onda dal 17 gennaio al 28 febbraio 2018 su Joi, canale a pagamento della piattaforma Mediaset Premium.
| nº | Titolo originale       | Titolo italiano          | Prima TV USA   | Prima TV Italia  |
| -- | ---------------------- | ------------------------ | -------------- | ---------------- |
| 1  | Yes Means Yes          | Sì vuol dire sì          | 31 maggio 2017 | 17 gennaio 2018  |
| 2  | Support the Troops     | Sostegno alle truppe     | 31 maggio 2017 | 17 gennaio 2018  |
| 3  | Grandma Francis        | Nonna Francis            | 7 giugno 2017  | 24 gennaio 2018  |
| 4  | Lesbian Wedding        | Bella dentro e fuori     | 14 giugno 2017 | 24 gennaio 2018  |
| 5  | Cynthia's Birthday     | Il compleanno di Cynthia | 21 giugno 2017 | 31 gennaio 2018  |
| 6  | Shoot-Up-Able          | Sopravvissuto            | 28 giugno 2017 | 31 gennaio 2018  |
| 7  | Morris                 | Bugie                    | 5 luglio 2017  | 7 febbraio 2018  |
| 8  | Intervention           | Combatti l'ansia         | 12 luglio 2017 | 7 febbraio 2018  |
| 9  | Evelyn and Vernon      | Divorzio                 | 19 luglio 2017 | 14 febbraio 2018 |
| 10 | Maxine's Sister        | La sorella di Maxine     | 26 luglio 2017 | 14 febbraio 2018 |
| 11 | Low Expectations       | Basse aspettative        | 2 agosto 2017  | 21 febbraio 2018 |
| 12 | Three Year Anniversary | Terzo anniversario       | 9 agosto 2017  | 21 febbraio 2018 |
| 13 | Gold Diggers           | In cerca di soldi        | 9 agosto 2017  | 28 febbraio 2018 |